# 片岸憲一
片岸 憲一（かたぎし けんいち）は、TapFun株式会社 代表取締役 CEO 。

## 経歴
石川県加賀市出身。石川県立加賀高等学校を経て、金沢国際専門学校卒業。
- 1994年 - 高校在学中、ビデオシティKC（現： DMM.comグループ）にアルバイトとして入社

- 1997年 - 株式会社KC（現：株式会社DMM.comBase）入社。ビデオシティKC山代店店長としてDVDレンタル店舗マネジメント業務を担当 。

- 2000年 - 株式会社ドーガ（現：株式会社DMM.comラボ）にてWebディレクター及びDMM事業マーケティング統括を担当。

- 2003年 - 株式会社デジタルメディアマート（現：株式会社DMM.com）にてWebプロデューザー及びマーケティング統括を担当。

- 2008年 - 株式会社ドーガ（現：株式会社DMM.comラボ）取締役就任。DMM.com最高マーケティング責任者となる。

- 2013年 - 株式会社DMM.com取締役[4]就任。かねてより立ち上げていたDMMGAMES事業代表となる。

- 2018年 - 株式会社DMM.comの分社化に伴い、合同会社DMMGAMES最高経営責任者社長[5]及び株式会社DMMGAMESホールディングス代表取締役[1]に就任。

- 2019年9月 - 株式会社DMMGAMESホールディングス及び合同会社DMMGAMESを退職。
- 2019年7月 - ファビウス株式会社（旧：株式会社メディアハーツ）代表取締役社長に就任[6]。
- 2023年7月 -  TapFun株式会社 代表取締役 CEOに就任